# Charles Granville Bruce

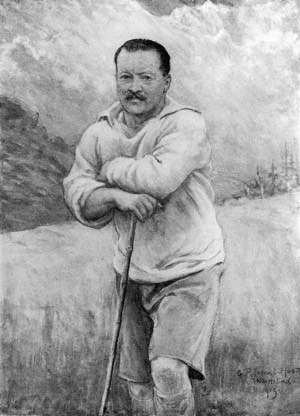
Charles Granville Bruce, Porträt von George Percy Jacomb-Hood (1913).

Charles Granville Bruce, Bereit zum Bergsteigen im Himalaya (1916)

Brigade-General Charles Granville Bruce

Charles Granville Bruce, CB, MVO, (* 7. April 1866 in London; † 12. Juli 1939 ebenda) war ein Offizier der British Indian Army und Himalaya-Pionier. Unter anderem leitete er die britischen Mount-Everest-Expeditionen der Jahre 1922 und 1924.

## Militärischer Werdegang
Charles G. Bruce begann seine militärische Karriere 1887 bei der leichten Infanterie in Oxfordshire und Buckinghamshire. Seinen ersten aktiven Dienst tat er bei der Militärpolizei in Burma. Seitdem sollte er den Großteil seines Berufslebens in Nordindien verbringen. 1889 wurde er zu den 5. Gurkha Rifles versetzt, einem Regiment, das aus nepalischen Gurkha-Kämpfern bestand, die im Sold der britischen Armee standen. Zum Brevet-Major befördert war er dort zunächst als Adjutant, später als stellvertretender Kommandeur („second-in-command“) eingesetzt, ehe er 1913 zum Oberstleutnant und Regimentskommandeur befördert wurde. Kurz vor Beginn des Ersten Weltkriegs wurde er zu den 6. Gurkha Rifles versetzt, mit denen er am Sueskanal kämpfte. Ab 1915 befehligte er Bataillone der 29. britischen Division (zu der die Gurkha-Regimente zählten) in der Schlacht von Gallipoli. Im Verlauf der Schlacht wurde er schwer am Bein verwundet. Mit der Entlassung aus dem Krankenhaus wurde er in die Generalität aufgenommen. Von 1916 bis 1919 kommandierte er die unabhängigen Grenzbrigaden („Independent Frontier brigade“) in Bannu im heutigen Pakistan und diente im Dritten Anglo-Afghanischen Krieg von 1919. Im Jahr darauf wurde er schließlich mit dem Ehrenrang eines Brigade-Generals („honorary rank of brigadier-general“) aus der Armee entlassen.

## Alpinismus
Seine Leidenschaft für das Bergsteigen entwickelte Bruce früh in den heimischen Waliser Bergen, die er in späteren Jahren auf die Alpen übertrug. Während seiner Zeit bei der Britisch-Indischen Armee nutzte er Urlaube für Erkundungen im Himalaya. Er bestieg insgesamt über 50 Gipfel im Himalaya.
1892 nahm er als stellvertretender Expeditionsleiter an William Martin Conways Karakorum-Expedition teil, die ihn in das Gebiet des Baltoro-Gletschers und damit an den Fuß des K2 führte. Bruce wurde dabei von vier Gurkha-Soldaten begleitet, somit initiierte Bruce die Tradition, im asiatischen Hochgebirge auf einheimische Träger (später vor allem Sherpas und Hunzukuc) zurückzugreifen. 1895 begleitete er den britischen Bergsteiger Albert F. Mummery zum Nanga Parbat. Dieses Unternehmen, das mit dem Absturz Mummerys und seiner zwei Gurkha-Träger endete, gilt als Beginn des ernsthaften Bergsteigens an Achttausendern. 1907 unternahm er mit Tom Longstaff eine Expedition ins Garhwal-Himal. Eine Knieverletzung verhinderte seine Teilnahme an der Erstbesteigung des 7120 m hohen Trishul. Während dieser Besteigung wurden erstmals Sauerstoffgeräte eingesetzt. Bereits 1921 für die Leitung vorgesehen, konnte Bruce schließlich 1922 seinen großen Traum verwirklichen und eine Expedition zum Mount Everest führen. Von 1923 bis 1925 war Bruce Vorsitzender des britischen Alpine Club. Er leitete ebenfalls die Britische Mount-Everest-Expedition 1924, aufgrund einer schweren Malaria-Infektion musste er jedoch die Leitung an Edward F. Norton abgeben und die Rückreise antreten.

## Auszeichnungen
Neben zahlreichen militärischen Auszeichnungen und Orden wurde Bruce von vier Universitäten die Ehrendoktorwürde verliehen. Darüber hinaus war Bruce Ehrenmitglied im Schweizer Alpenverein und im American Alpineclub. Im Rahmen der Olympischen Winterspiele 1924 wurde ihm und der gesamten Expeditionsmannschaft von 1922 der neugeschaffene Prix olympique d’alpinisme verliehen.

## Veröffentlichungen
- Twenty years in the Himalaya. Publisher Edward Arnold London, Published 1910
  - Camp life from a lady's point of view, by the Hon. Mrs. Finetta Madelina Julia (Campbell) Bruce: p. 278–331
- Kulu and Lahoul. Publisher Edward Arnold London, 1914
- The assault on Mount Everest, 1922. Publisher: Edward Arnold, London 1923
- C. G. Bruce: Himalayan Wanderer. Publisher: Alexander Maclehose, London  1934. Reprint by Vintage Books; (Aug. 1996), ISBN 978-81-85326-81-8